# Франц Халдер
Франц Халдер (на немски: Franz Halder) е немски генерал, началник на Генералния щаб на германската армия от 1938 до септември 1942 г., когато е освободен от поста, поради чести несъгласия с Адолф Хитлер.

## Биография

### Ранен живот и постъпване в армията
Роден е във Вюрцбург в семейството на генерал-майор Макс Халдер. През 1902 г. се записва в 3-ти кралски баварски полеви артилерийски полк в Мюнхен. Две години по-късно е повишен в лейтенант – след като завършва военното училище в същия град. През 1906 – 1907 г. посещава артилерийското училище, а после и Баварския щабен колеж на Военната академия (1911 – 1914) – отново в Мюнхен.

### Първа световна война (1914 – 1918)
През 1914 г., Халдер е произведен в офицер от артилерията и служи в щаба на 3-ти баварски армейски корпус. През август 1915 г. е повишен в капитан от щаба на 6-а баварска пехотна дивизия. През 1917 г. служи като щабен офицер във 2-ра, а после и в 4-та армия.

### Междувоенен период
Между 1919 и 1920 г., Халдер е в Райхсвера – в отдела за подготовка към военното министерство. Между 1921 и 1923 г. е тактически инструктор в Мюнхен – в VII-ти военен окръг на Ваймарската република.
През март 1924 г. е повишен в майор, а през 1926 г. вече е оперативен ръководител в щаба на VII-ми военен окръг. През февруари 1929 г. е повишен в Oberstleutnant (звание, отговарящо на подполковник) и от октомври 1929 до края на 1931 г. служи във военното министерство.
След повишението си в полковник (Oberst) през декември 1931 г., Халдер служи като началник-щаб на VI-ти военен окръг в Мюнстер (Вестфалия) – до началото на 1934 г. След повишението си в генерал-майор през октомври 1934 г., е назначен за командир на 7-а пехотна дивизия в Мюнхен.
Признат за отличен щабен офицер и плановик, през август 1936 г., Халдер е повишен в генерал-лейтенант и става началник на оперативен щаб. Малко след това е назначен за ръководител на подготвителния отдел на Генералния щаб на армията и е на този пост от октомври 1937 до февруари 1938 г. През този период ръководи важни маневри, най-големите от въвеждането на задължителната военна служба три години по-рано.
На 1 февруари 1938 г., е повишен в генерал от артилерията. По това време, генерал Вилхелм Кайтел прави опити да реорганизира цялата висша командна структура на немската армия. Той му предлага поста началник на Генералния щаб на сухопътната армия, докладвайки лично на генерал Валтер фон Райхенау. Халдер отклонява предложението, тъй като заради лични разногласия не може да работи добре с Райхенау. Кайтел е оценил по достойнство военните му умения при планирането и се среща с Хитлер, предлагайки му да назначи генерал Валтер фон Браухич на поста главнокомандващ на немската армия. В този случай Халдер приема и на 1 септември 1938 г. е назначен като началник на Генералния щаб на армията (ОКХ – Oberkommando des Heeres), наследявайки на поста Лудвиг Бек.
Седмица по-късно представя планове за нападение над Чехословакия, с обхващане в клещи от армиите на генералите Герд фон Рундщет и Вилхелм Ритер фон Лееб. Вместо одобрение, Хитлер нарежда на Райхенау да напредне директно към Прага. Нито единият от плановете обаче не влиза в употреба, тъй като британския премиер-министър Невил Чембърлейн подписва Мюнхенското споразумение, предавайки чехословашката Судетска област на Германия. Малко преди Чембърлейн да капитулира пред исканията на Хитлер, Халдер – в опит да избегне война, обсъжда с няколко други генерали идеята за отстраняване на фюрера от власт. На 29 септември споразумението обаче е подписано и заговорът пропада, а мирът е запазен. Два дни по-късно немските войски влизат в Судетите.

### Втора световна война (1939 – 1945)
През пролетта на 1939 г., Халдер взима участие в разработването на плановете за нахлуване в Полша. Малко след избухването на войната отбелязва в дневника си получената информация от началника на СС – Райнхард Хайдрих, че СС са започнали кампания по прочистването на евреите и интелигенцията в Полша. По-късно това води до критики от историците, които смятат, че е знаел за Холокоста доста по-рано, отколкото той твърди в интервюта след войната, и не е възразил срещу убийствата. Халдер също така отбелязва в дневника си съмненията си „относно мерките, предприети от Химлер“.
През ноември 1939 г., генералът споделя на Браухич, че ще го подкрепи, ако се опита да възпре Хитлер от плановете му за по-нататъшно развитие на войната, но Браухич отказва участие в т.нар. „Заговор Зосен“. Халдер се противопоставя на плановете на Хитлер за развитие на войната, но в същото време, като всички офицери, той е положил лична клетва за вярност към него и това го възпира от предприемането на директни действия срещу фюрера.
В края на годината Халдер ръководи планирането на плановете за нападения над Франция, Нидерландия и Балканите. Първоначално изпитва съмнения, че Германия може да води война с Франция, но смелият план на генерал Ерих фон Манщайн за нападение през Ардените приключва успешно и това води до завладяването на Франция. На 19 юли 1940 г., Халдер е повишен в генерал-полковник.

#### Операция „Барбароса“ (1940)
През август същата година, започва да разработва плана за операция Барбароса – нападението над СССР. По-късно, за да намали влиянието на Генералния щаб и в частност на Халдер, Хитлер ограничава участието на генерала във войната, като му възлага да разработва плановете на операциите само на Източния фронт. На 29 юни 1942 г., Халдер се появява на корицата на списание „Тайм“.
През лятото на 1942 г., генералът казва на Хитлер, че фюрера подценява броя на съветските войски. Хитлер влиза в спор с твърдението, че съпротивата на руснаците е почти прекършена. Освен възникналото разногласие, на фюрера не допадат възраженията на Халдер срещу изпращането на 11-а армия на Манщайн да помага при обсадата на Ленинград. Началникът на Генералния щаб също така смята, че немската атака към Кавказ е неблагоразумна. Накрая, заради принципното си несъгласие с начина на водене на войната от Хитлер, на 24 септември 1942 г., Халдер е уволнен от фюрера, който смята, че генералът не притежава достатъчно агресивен боен дух.
На 20 юли 1944 г., група немски офицери организират опит за убийството на Хитлер. На следващия ден Халдер е арестуван от Гестапо, макар и да не е замесен в заговора. Тъй като фюрерът го счита за възможен съперник, който иска да го измести, Халдер е изпратен в концлагер – първо във Флосенбург, а после и в Дахау.
На 31 януари 1945 г. Халдер официално е освободен от армията. Освободен е от затвора на 24 април, а малко по-късно, на 4 май в Тирол, се предава на американските войници.

### Години след войната и смърт
Халдер прекарва следващите две години в лагер за военнопленници. През 50-те години работи като
военен съветник по история към Историческия отдел на армията на САЩ. Умира през 1972 г., в градчето Ашау им Химгау, Бавария.

## Военна декорация
| - Германски орден „Железен кръст“ (1914) – II (?) и I степен (?) - Сребърни пластинки към ордена Железен кръст (1939) – II (?) и I степен (?) - Рицарски кръст (27 октомври 1939) - Пруски кралски орден на „Дома на Хоенцолерните“ – Рицарски кръст с мечове - Баварски орден „За заслуга“ – IV степен с корона и мечове (?) | - Саксонски орден „Алберт“ I степен – Рицарски кръст с мечове - Австро-унгарски орден „За заслуги“ – III степен с военна декорация - Германски орден „Кръст на честта“ (?) (Ehrenkreuz für Frontkämpfer) - Похвална награда на Гражданската служба на САЩ (1961) |